# Эскарп

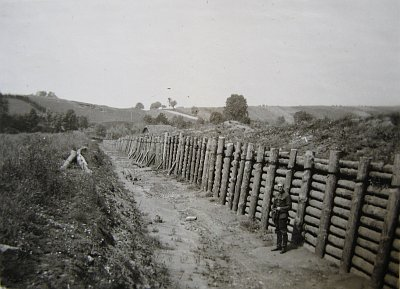
Эскарп, Перемышльский укреплённый район, 1941 год.

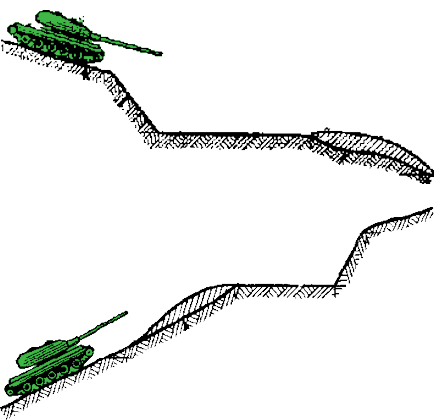
Пример противотанкового контрэскарпа (вверху) и эскарпа (внизу)

Эска́рп (фр. escarpe «откос, скат») изначально — крутой внутренний откос рва долговременного или полевого укрепления; в наше время также — противотанковое (противотранспортное) земляное заграждение в виде высокого (2—3 м) крутого среза ската возвышенности (берега реки), обращённого к противнику и имеющего крутизну от 15 до 45°.
В склоне отрывается выемка таким образом, чтобы получить горизонтальную площадку, заканчивающуюся искусственной стенкой. Грунт, вынутый при отрытии, отбрасывается на край площадки в сторону понижения склона, из него формируется бруствер перед площадкой эскарпа.
Эффект действия эскарпа состоит в том, что танк противника, поднимаясь по склону и перевалив через бруствер, оказывается на площадке перед земляной стеной, которую он по своим техническим характеристикам не может преодолеть и из-за которой не может вести огонь. Назначение бруствера состоит в маскировке эскарпа и защите стены эскарпа от разрушения пушечным огнём.
Контрэска́рп, Контр-эскарп изначально — ближайший к противнику откос внешнего крепостного рва; в наше время — противотанковое заграждение в виде крутого среза (3—4 м) ската местности, обращённого в сторону обороняющегося. Рассчитан на опрокидывание танков при спуске с высоты.
Эскарпы используются при оборудовании оборонительных рубежей на неровной местности и по берегам рек. Применение эскарпов ограничивается, с одной стороны́, значительным объёмом необходимых земляных работ, с другой — наличием обращённых к противнику естественных склонов, попадающих в диапазон углов 15—45°.